# Verdrag van Voeren
Het Verdrag van Voeren werd op 1 november 878 gesloten tussen Lodewijk de Jonge, koning van Oost-Francië, en zijn neef Lodewijk de Stamelaar, koning van West-Francië. Beide waren kleinkinderen van Lodewijk de Vrome.

## Voorgeschiedenis
Na de dood van Lodewijk de Vrome werd diens rijk onder zijn drie zonen verdeeld bij het Verdrag van Verdun in 843. Het Middenrijk werd opnieuw opgedeeld na de dood van Lotharius I onder zijn drie zonen met het Verdrag van Prüm in 855.

### Verdrag van Meerssen
Karel van Provence sterft in 863 kinderloos, waarna zijn broers Lodewijk II en Lotharius II zijn rijk onderling verdelen. In 870 sloten hun ooms, de broers Karel de Kale en Lodewijk de Duitser, het Verdrag van Meerssen. Zij verdeelden toen Midden-Francië van de in 869 ook kinderloos gestorven Lotharius II.

### Lodewijk de Jonge
Lodewijk de Jonge werd in 865 regent van Oost-Francië, dat bestond uit Frankenland, Saksen en Thüringen. In 870 werd door het Verdrag van Meerssen het oosten van Lotharingen hieraan toegevoegd. Na de dood van zijn vader Lodewijk de Duitser in 876, werd hij koning van al deze gebieden. Lodewijk zorgde er ook voor dat zijn vader in zijn abdij in Lorsch werd begraven. Bijna meteen na de dood van zijn vader werd Lodewijk aangevallen door zijn oom Karel de Kale. Op 8 oktober 876 versloeg Lodewijk zijn oom bij Andernach met een kleiner leger en wist zo zijn gebieden in Lotharingen te behouden.

## Het Verdrag
Na de dood van Karel de Kale in 877 verzekerde Lodewijk de Jonge zich op 1 november 878 met het Verdrag van Voeren van de vriendschap van de opvolger van Karel, Lodewijk de Stamelaar. De twee neven beloofden om de opvolging door hun zonen te respecteren en niet meer aanspraak te maken op elkaars grondgebied, zoals dat in het verleden vaak gebeurde. Het verdrag is dus geen verdelingsverdrag zoals voorgaande verdragen, maar een bevestiging van de bestaande situatie en een soort niet-aanvalsverdrag.

## Na afloop
Toen in West-Francië Lodewijk de Stamelaar in april 879 overleed, werd dit Verdrag van Voeren al snel op de proef gesteld. Een westerse delegatie onder leiding van Gauzlin (bisschop van Parijs en de latere beschermer van de stad tegen aanvallen van de Noormannen) nodigde Lodewijk de Jonge uit om de heerschappij van West-Francië met geweld over te nemen. Omdat ook zijn vrouw Luitgard hier voorstander van was, viel Lodewijk met zijn legers West-Francië aan. Hij kwam tot Verdun. Daarop boden zijn neven, de nieuwe koningen van Frankrijk, Lodewijk III en Karloman van Frankrijk, hun deel van Lotharingen aan hem aan. Dat accepteerde Lodewijk de Jonge en hij trok zich terug.

### Verdrag van Ribemont
Ondertussen had Boso van Provence, een edele die niet van Karolingische afkomst was, zich laten uitroepen tot koning van Provence. Bovendien hervatten de Noormannen hun offensieven. Om aan deze bedreigingen het hoofd te bieden, besloten de Karolingische koningen om hun geschillen opzij te zetten en om gemeenschappelijk militair op te treden. Zij ontmoetten elkaar in Ribemont, tegenwoordig in Aisne. In ruil voor de neutraliteit van Lodewijk de Jonge, bevestigden de koningen van Frankrijk dat het deel van Lotharingen dat zij sinds het Verdrag van Meerssen in bezit hadden nu onder Lodewijk de Jonge viel, waarna ze samen wilden optrekken tegen Boso. 
De grens tussen West- en Oost-Francië bleef tot in de late middeleeuwen vrijwel onveranderd. Ze is echter eeuwenlang twistgebied geweest tussen het latere Frankrijk en Duitsland.
Eerdere Frankische rijksdelingen waren:
- Verdrag van Verdun (843)
- Verdrag van Prüm (855)
- Verdrag van Meerssen (870)

Na het Verdrag van Voeren (878) volgde:
- Verdrag van Ribemont (880)